# Burg Vornbach
Die Burg Vornbach, der namensgebende Stammsitz der Grafen von Formbach (in der neueren Forschung als Vornbach benannt), lag oberhalb des Inn im gleichnamigen Ortsteil der heutigen Gemeinde Neuhaus am Inn im niederbayerischen Landkreis Passau. Die Wehranlage ist nicht erhalten. An ihrer Stelle gründeten die Grafen  ein Kollegiatstift, aus dem 1094 das Kloster Vornbach hervorging. 

## Geschichte
Die Lagestelle der ehemaligen Burg Vornbach ist nahe der Vornbacher Enge zu suchen, wo der Inn den Neuburger Wald durchbricht. Es wird vermutet, dass der heutige Gebäudekomplex des ehemaligen Klosters auf Resten einer römischen Befestigungsanlage erbaut wurde, die zum Schutz des Verbindungsweges zwischen Juvavum (Salzburg) und Castra Batavia (Passau) angelegt wurde.
Burg und Kloster Vornbach waren zunächst getrennte Besitzungen der Grafen von Formbach, denen auch die nahegelegenen Burgen Schärding, Neuburg, Wernstein und Wimberg gehörten:
- Um 1050 verlegten die Grafen von Formbach ihren Sitz von der Burg Vornbach ein paar Kilometer innabwärts, wo sie die Feste Neuburg errichteten. In der Folgezeit hieß die Grafschaft der Formbacher deshalb Grafschaft Neuburg.
- Das Kloster Vornbach ging aus einem Kollegiatstift hervor, das Gräfin Himiltrud von Vornbach vor 1050 bei der Wallfahrtskirche „Maria am Sand“ in Vornbach eingerichtet hatte. 1094 wurde dieses  Kollegiatstift durch Graf Ekbert I. von Formbach und seine Frau Mathilde von Lambach-Pitten sowie Graf Ulrich von Windberg in ein Benediktinerkloster umgewandelt. Dieses bestand bis zur Säkularisation in Bayern 1803.

Als Graf Eckbert II. von Neuburg und Vornbach mit seinem Vetter Dietrich von Viechtenstein zu Anfang des 12. Jahrhunderts in einen Streit wegen der damals noch als Wehranlage bestehenden Burg Vornbach geriet, unterschrieb Dietrich letztendlich 1120 die Stiftungsurkunde des erneuerten Klosters Vornbach als Graf von Vormbach. Unter Vorbehalt der Beibehaltung des Grafentitels übergab er die Burg 1127 an das Kloster, wodurch beide Besitzungen vereinigt wurden. Unmittelbar nach Übergabe der Burg an das Kloster erbaute man an Stelle der Burg eine spätromanische doppeltürmige Basilika. Von der mittelalterlichen Wehranlage sind heute nur wenige Reste erhalten.

## Denkmalschutz

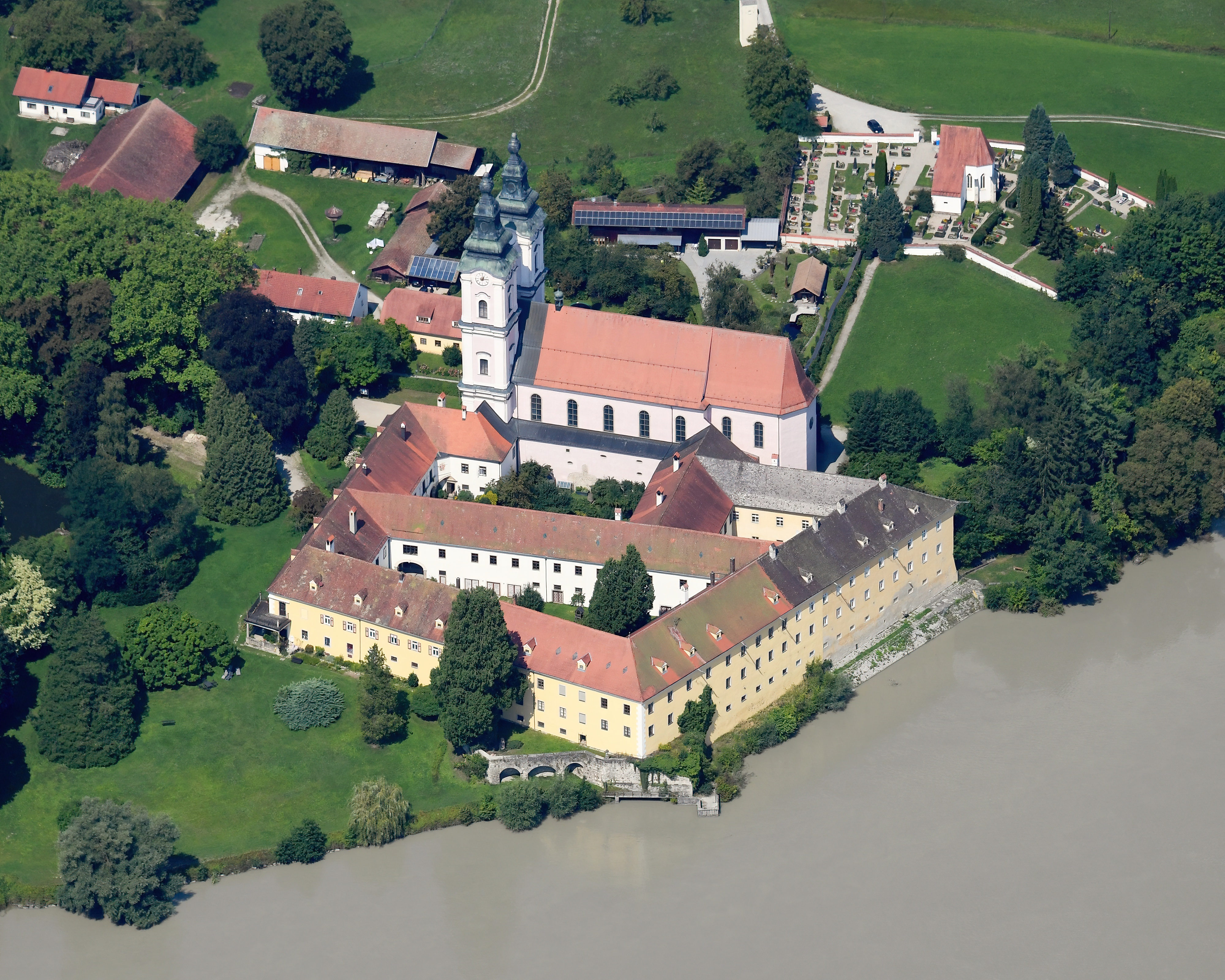
Luftbild des ehemaligen Klosters Vornbach

Die Anlage des ehemaligen Klosters Vornbach wird als denkmalgeschütztes Baudenkmal unter der Aktennummer D-2-75-134-31 geführt. Ebenso wird sie als Bodendenkmal im Bayernatlas unter der Aktennummer D-2-7546-0115 und der Beschreibung „untertägige mittelalterliche und neuzeitliche Befunde im Bereich des Schlosses Vornbach, zuvor mittelalterliche Burg, anschließend Kloster mit der Pfarrkirche Maria Himmelfahrt, darunter die Spuren von Vorgängerbauten bzw. älteren Bauphasen“ genannt.